# Novi glas
Novi glas je tednik iz Gorice, ki ga od leta 1996 izdaja Goriška Mohorjeva družba. Časopis je pomemben medij katoliško usmerjenega dela slovenske narodne skupnosti v Italiji. Njegova predhodnika sta tržaški Novi list in goriški Katoliški glas, tako se tudi današnji uredništvi nahajata v Gorici in Trstu.